# (34881) 2001 UF63
2001 UF63 (asteroide 34881) é um asteroide da cintura principal. Possui uma excentricidade de 0.10515630 e uma inclinação de 10.30652º.
Este asteroide foi descoberto no dia 17 de outubro de 2001 por LINEAR em Socorro.